# Ivor Bueb
Ivor Léon John Bueb, britanski dirkač Formule 1, * 6. junij 1923, East Ham, London, Anglija, Združeno kraljestvo, † 1. avgust 1959, Clermont-Ferrand, Francija.

## Življenjepis
Leta 1955 je zmagal na dirki 24 ur Le Mansa skupaj z Mikom Hawthornom. V Formuli 1 je debitiral v sezoni 1957, ko je z dirkalnikom Connaught Type B moštva Connaught Engineering na dirki za Veliko nagrado Monaka odstopil, in z dirkalnikom Maserati 250F moštva Gilby Engineering Ltd. na domači dirki za Veliko nagrado Velike Britanije, kjer je dirko končal, toda zaradi prevelikega zaostanka za zmagovalcem ni bil uvrščen. V naslednji sezoni 1958 je prav tako nastopil na dveh dirkah, Veliki nagradi Velike Britanije, kjer je z dirkalnikom Connaught Type B privatnega moštva odstopil, in Veliki nagradi Nemčije, kjer je z dirkalnikom Formule 2 Lotus 12 zasedel enajsto mesto, v svojem razredu pa je bil peti. V sezoni 1959 je z dirkalnikom Cooper T51 moštva British Racing Partnership nastopil na Veliki nagradi Monaka, kjer se mu ni uspelo kvalificirati na dirko, in Veliki nagradi Velike Britanije, kjer je bil trinajsti. Istega leta se je smrtno ponesrečil na dirki Formule 2 pri francoskem mestu Clermont-Ferrand.

## Popolni rezultati Formule 1
(legenda) (odebeljene dirke pomenijo najboljši štartni položaj, poševne pa najhitrejši krog, †-uvrščen kljub odstopu)
| Leto | Moštvo                     | Šasija           | Motor               | 1       | 2       | 3   | 4   | 5     | 6   | 7      | 8      | 9   | 10  | 11  | Prv | Toč |
| ---- | -------------------------- | ---------------- | ------------------- | ------- | ------- | --- | --- | ----- | --- | ------ | ------ | --- | --- | --- | --- | --- |
| 1957 | Connaught Engineering      | Connaught Type B | Alta Straight-4     | ARG     | MON Ret | 500 | FRA |       |     |        |        |     |     |     | -   | 0   |
| 1957 | Gilby Engineering Ltd.     | Maserati 250F    | Maserati Straight-6 |         |         |     |     | VB NC | NEM | PES    | ITA    |     |     |     | -   | 0   |
| 1958 | BC Ecclestone              | Connaught Type B | Alta Straight-4     | ARG     | MON     | NIZ | 500 | BEL   | FRA | VB Ret |        |     |     |     | -   | 0   |
| 1958 | Ecurie Demi Litre          | Lotus 12         | Climax Straight-4   |         |         |     |     |       |     |        | NEM 11 | POR | ITA | MAR | -   | 0   |
| 1959 | British Racing Partnership | Cooper T51       | Climax Straight-4   | MON DNQ | 500     | NIZ | FRA |       |     |        |        |     |     |     | -   | 0   |
| 1959 | British Racing Partnership | Cooper T51       | Borgward Straight-4 |         |         |     |     | VB 13 | NEM | POR    | ITA    | ZDA |     |     | -   | 0   |